# Physical Review
Physical Review is een van de oudste en bekendste wetenschappelijk tijdschriften op het gebied van de natuurkunde. Het eerste nummer verscheen in juli 1893. Vanaf 1913 werd het tijdschrift uitgegeven onder verantwoordelijkheid van de American Physical Society. Vanaf 1929 verscheen ook het tijdschrift Reviews of Modern Physics, waarin langere overzichtsartikelen konden worden gepubliceerd.
De volgende toevoeging was in 1958 Physical Review Letters. Dit tijdschrift was bedoeld voor korte artikelen (niet meer dan vier pagina's) over fundamenteel onderzoek van breder belang. Het wordt nog steeds beschouwd als het belangrijkste natuurkundetijdschrift.
In 1970 werd het tijdschrift vanwege de toegenomen omvang gesplitst. Er kwamen in eerste instantie vier deeltijdschriften, die ieder een deelgebied van de natuurkunde behandelen: 
- Physical Review A (atoomfysica, molecuulfysica en optica)
- Physical Review B (vastestoffysica en materiaalkunde)
- Physical Review C (kernfysica)
- Physical Review D (deeltjes, velden, gravitatie en kosmologie)

In 1993 volgde 
- Physical Review E (statistische fysica, niet-lineaire verschijnselen en zachte gecondenseerde materie).

De nieuwste toevoegingen zijn twee tijdschriften over specifieke onderwerpen, te weten
- Physical Review ST AB (Special Topics: Accelerators and Beams, deeltjesversnellers en bundels)
- Physical Review ST PER (Physics Education Research, didactiek van de natuurkunde).

Deze laatste twee tijdschriften zijn open access, dat wil zeggen dat ze gratis beschikbaar zijn: auteurs betalen een bedrag als zij in deze tijdschriften publiceren.